# Futuro Sistema Aéreo de Combate
El Futuro Sistema Aéreo de Combate o FCAS (siglas del inglés: Future Combat Air System) es un sistema de sistemas de combate paneuropeo en desarrollo por Airbus D&S, Thales Group, Indra Sistemas y Dassault Aviation. El FCAS constará de un Sistema de Armas de Próxima Generación (en inglés, Next-Generation Weapon System, NGWS) así como otros elementos aéreos en el futuro espacio de batalla operacional. Los componentes del NGWS serán vehículos operadores remotos  (enjambres de drones) así como el Caza de Nueva Generación (en inglés, New Generation Fighter, NGF), un caza de sexta generación que alrededor de los años 2035–2040 reemplazará a los Rafale de Francia y los Typhoon de Alemania y de España.
Se esperaba un vuelo de prueba alrededor del año 2027 y entrada en servicio alrededor del año 2040. Pero tras una fuerte desavenencia entre los fabricantes Dassault (francés) y Airbus (alemán) que estuvo a punto de dar al traste con el proyecto, lograron reconducirlo y se estima que el primer vuelo sea en 2029.

## Contratistas
Dassault será el contratista principal para el NGF, mientras Airbus D&S dirigirá el desarrollo de vehículos operadores remotos acompañantes y la nube de combate de apoyo para todo el sistema. Contará con una única variante, que será embarcable y volará desde el futuro portaviones de la armada francesa. Safran Motores será el contratista principal para la motor del caza de nueva generación, liderando en diseño de motor e integración, mientras MTU Aero Motores, como socio principal para la primera fase de investigación y tecnología, liderará en servicios de motor.
Cada país ha designado un coordinador industrial nacional, Airbus Defence and Space para Alemania, Indra para España y Dassault Aviation para Francia.

## Historia
En el año 2017 Alemania y España solicitaron a Airbus D&S que elaborase una propuesta para un sistema de combate nuevo bajo el nombre Future Combat Air System (FCAS).
En 2018 en la Exhibición Aeroespacial Internacional de Berlín, Dassault y Airbus anunciaron un acuerdo para cooperar en el desarrollo del FCAS.
En diciembre de 2018, el Ministerio de Defensa Alemán dio la bienvenida a la expresión de interés de España en el programa.
En junio de 2019 España se unió el programa.
En diciembre de 2019 Safran y MTU Aero acordaron la creación de una empresa conjunta 50/50 que se constituirá al final del año 2021 para gestionar el desarrollo, producción, y actividades de soporte posventa del motor del NGF.
El 12 de febrero de 2020, la primera fase (1A) del programa de investigación y desarrollo fue aprobada por el comité de presupuesto de parlamento alemán. Realizó la distribución industrial los primeros cinco subprogramas.
En el año 2020 Airbus lanzó una fase de colaboración piloto con startups y PYMEs alemanas.
En verano del año 2021, cuando estaba previsto el inicio de la fase 1B, surgió un conflicto entre Dassault y Airbus, ya que la primera rechazaba compartir la propiedad intelectual del software de vuelo. Alemania afirmaba que si no se compartía el know-how y la propiedad intelectual Alemania estaría subvencionando el desarrollo aeroespacial francés. Este conflicto que mantuvo el proyecto parado durante meses y estuvo a punto de poner fin al FCAS se resolvió en diciembre de 2022 con un acuerdo entre las compañías. Según este acuerdo se compartirá la propiedad de los trabajos realizados conjuntamente, pero no las tecnologías y el know-how de cada parte. Además se establece que Dassault será el contratista principal y arquitecto del avión.
El enfoque más político que empresarial del FCAS volvió a poner en riesgo su desarrollo en verano de 2025. En ese año volvieron a surgir conflictos entre los socios debido a las demandas de Dassault de tener un mayor control en el desarrollo del programa. Dassault, líder del consorcio, exigía hacerse cargo del 80% de las tareas de producción del avión, a pesar de que el acuerdo original establece un tercio para cada socio (Dassault, Airbus e Indra). 

## Desarrollo
|                                                                                         |
| Modelo 3D interactivo de la maqueta FCAS mostrada en el Salón Aeronáutico de París 2019 |

|                                                                                 |
| Librea similar a las ilustraciones publicadas por Dassault a principios de 2021 |

|                                                                                                 |
| Representación del Caza de Nueva Generación, un componente del Futuro Sistema Aéreo de Combate. |

### Demostrador inicial

#### Fase 1A - Contrato marco Inicial (febrero de 2020 - diciembre de 2020)
Dassault y Airbus, junto con sus socios MTU Aero Engines, Safran, MBDA y Thales, recibieron el contrato marco inicial el cual marca el inicio la fase demostrador. Empezó en febrero de 2020 y está previsto que cubra un periodo de 18 meses de investigación y desarrollo. Mientras asignó funciones a las diferentes empresas anteriormente mencionadas, España quedó fuera Esta fase abarcaba inicialmente 5 pilares:
- Estudio Conjunto, donde participan los coordinadores de Francia y Alemania
- Caza de Nueva Generación (en inglés, Next Generation Fighter, NGF), con Dassault Aviación como socio principal y Airbus como socio
- Motor con Safran como principal contratista y MTU Aero Engines como socio
- Operador Remoto (en inglés, Remote Carrier, RC) con Airbus como contratista principal y MBDA como socio
- Nube de combate (en inglés, Combat Cloud, CC) con Airbus como principal contratista y Thales e Indra como socios

#### Fase 1A modificada (diciembre de 2020 - junio de 2021)
En octubre del año 2020 se incorporaron contratistas españoles al proyecto y se añadieron los pilares de sensores y baja observabilidad para acomodar los socios españoles repartiéndose en 8 pilares tecnológicos. La inclusión de empresas españolas se vio condicionada por los acuerdos que ya habían realizado previamente las empresas alemanas y francesas.
- Estudio Conjunto, donde participan los tres coordinadores nacionales
- Caza de Nueva Generación (en inglés, Next Generation Fighter, NGF), con Dassault Aviación como contratista principal y Airbus (España y Alemania) como socio

- Motor con Safran como contratista principal y MTU Aero Engines e ITP Aero como socios
- Operador Remoto (en inglés, Remote Carrier, RC) con Airbus (Alemania) como contratista principal y MBDA y la UTE española Satnus (GMV, SENER y Tecnobit) como socios
- Nube de combate (en inglés, Combat Cloud, CC) con Airbus (Alemania) como principal contratista y Thales e Indra como socios
- Consistencia entre pilares / Simlab, donde participan los tres coordinadores nacionales

- Sensores con Indra como socio principal y Thales Group y una UTE alemana como socios
- Baja observabilidad mejorada con Airbus (España) como socio principal y Dassault Aviación y Airbus (Alemania) como socios

#### Fase 1B (diciembre de 2022 - 2026)
Inicialmente estaba previsto que se iniciase en junio de 2021 y finalizase en 2024 pero el desacuerdo entre Dassault y Airbus provocó su retraso. Tiene por objetivo la creación de diferentes prototipos demostradores. El primer prototipo no llevará caja negra para evitar desvelar propiedad intelectual, al no alcanzarse un acuerdo en esta área. Se mantiene el mismo esquema industrial que ya quedó establecido para la Fase 1A:
- En el pilar del avión de combate de nueva generación, New Generation Fighter, liderado por Dassault Aviación, Airbus (España) y  Airbus (Alemania) como socios principales.

- En el pilar del motor, Safran y MTU Aero Engines conformarán una joint venture que actuará de contratista principal, con la española ITP Aero como socio principal. En este demostrador se empleará el motor Safran M88 francés, tras imponerse al EJ200.[36] ITP Aero desarrollará la turbina de baja presión, la tobera y otras partes del motor.[37]

- En el pilar de remote carriers, será  liderado por Airbus (Alemania), Satnus (consorcio constituido por GMV, SENER Aeroespacial y Tecnobit) y MBDA como socios principales.

- En el pilar de nube de combate (Combat Cloud), será liderado por Airbus (Alemania), Indra y  Thales como socios principales.

- En el pilar de sensores, Indra (España) es contratista principal, con Thales Group y German FCMS (consorcio constituido por Hensoldt, Rohde&Schwarz, Diehl y ESG) como socios principales.

- En el pilar de tecnologías de baja observabilidad (Elot), Airbus (España) es contratista principal, con Dassault Aviación y Airbus (Alemania) como socios principales.

#### Fase 2 (2026 - 2029)
Inicialmente estaba previsto que finalizase en 2027 pero el desacuerdo entre Dassault y Airbus provocó su retraso a 2029. Desarrollará procesos de maduración tecnológica y se construirá el demostrador tecnológico.

#### Fase 3 (2030 - 2040)
Se desarrollarán demostradores en vuelo.

## Costes
En el año 2020 el senado francés publicó una estimación en la cual calculaba que el proyecto costará entre 50.000 y 80.000 millones de euros. La aportación económica de los 3 socios será igualitaria del 33%.
El coste de la fase 1B será de 3.500 millones de euros, repartidos por igual entre los 3 países socios.
En diciembre de 2022 se planificó gastar hasta 8000 millones de euros para su desarrollo antes de 2029, cuando debería de realizarse su primer vuelo.

### Aeronaves
- BAE Systems Tempest 6ª generación - el programa desarrollado por Reino Unido, Italia y Japón también se llama Future Combat Air System (FCAS) o Global Combat Air Programme (GCAP)
- Boeing F/A-XX y NGAD 6ª generación - Estados Unidos
- Mikoyan MiG-41 6ª generación - Rusia
- Chengdu J-20
- KAI KF-X
- TAI TF-X
- HAL AMCA
- Mitsubishi F-X
- Baykar Bayraktar Kızılelma
- Lockheed Martin F-22 Raptor
- Futuro Entrenador de Reacción de Airbus

### Unión Europea
- Política Común de Seguridad y Defensa
  - Cooperación estructurada permanente
  - Fondo de Defensa Europeo